# Niepodległość (film)
Niepodległość – polski film dokumentalny złożony z pokolorowanych materiałów filmowych z lat 1914–1923 w reżyserii Krzysztofa Talczewskiego wyprodukowany przez Telewizję Polsat, Ministerstwo Kultury i Dziedzictwa Narodowego, MWM Media i Filmotekę Narodową – Instytut Audiowizualny. Premiera filmu odbyła się w TVP1 i Polsacie 12 listopada 2018 równocześnie z premierą w Teatrze Wielkim w Warszawie. Oglądanie filmu dozwolone od lat 12.

## Fabuła
Film pokazuje drogę do odzyskania niepodległości w 1918 roku, walkę o jej utrzymanie w pierwszych latach II Rzeczypospolitej oraz budowę nowej, niepodległej Polski.

## Odbiór
Pojawiły się głosy krytyczne, wskazujące na błędy merytoryczne w filmie (nazywanie Georgesa Clemenceau prezydentem Francji, określanie Krakowa pierwszą stolicą Polski, czy też błędne wzmiankowanie KNP pod nazwą „Polski Komitet Narodowy”) oraz innego rodzaju nieścisłości.

## Wyróżnienie
Film otrzymał nagrodę Telekamery 2019 w kategorii Produkcja Roku.